# 선발 고등학교 야구 대회의 우승 학교 목록
선발 고등학교 야구 대회의 역대 우승 학교 및 결승전 결과이다.

## 역대 우승 학교 목록
| 1                                                 | 1924년 | 4월 5일  | 다카마쓰 상업(가가와)          | 2-0  | 와세다 실업(도쿄)               | 나고야시 교외의 야마모토 구장에서 개최됨 |  | |
| 2                                                 | 1925년 | 4월 5일  | 마쓰야마 상업(에히메)          | 3-2  | 다카마쓰 상업(가가와)           | 한신 고시엔 구장에서 개최 |  | |
| 3                                                 | 1926년 | 4월 5일  | 고료 중(히로시마)              | 7-0  | 마쓰모토 상업(나가노)           | 라디오 중계 시작 |  | |
| 4                                                 | 1927년 | 5월 1일  | 와카야마 중(와카야마)          | 8-3  | 고료 중(히로시마)               | 5월에 결승전 개최. 우승 학교의 미국 원정 |  | |
| 5                                                 | 1928년 | 4월 5일  | 간사이 가쿠인 중(효고)         | 2-1  | 와카야마 중(와카야마)           | |  | |
| 6                                                 | 1929년 | 4월 4일  | 제1 신코 상업(효고)            | 3-1  | 고료 중(히로시마)               | |  | |
| 7                                                 | 1930년 | 4월 5일  | 제1 신코 상업(효고)            | 6-1  | 마쓰야마 상업(에히메)           | 대회 첫 연패. 우승 투수는 기시모토 마사하루 |  | |
| 8                                                 | 1931년 | 4월 8일  | 히로시마 상업(히로시마)        | 2-0  | 주쿄 상업(아이치)               | 최초의 여름·봄 연패 우승 투수는 하이야마 모토하루 준우승 투수는 요시다 마사오 |  | |
| 9                                                 | 1932년 | 4월 5일  | 마쓰야마 상업(에히메)          | 1-0  | 아카시 중(효고)                 | 우승 학교의 미국 원정 중단 준우승 투수는 구스모토 다모쓰 |  | |
| 10                                                | 1933년 | 4월 13일 | 기후 상업(기후)                | 1-0  | 아카시 중(효고)                 | 우승 투수는 마쓰이 에이조 준우승 투수는 구스모토 다모쓰 |  | |
| 11                                                | 1934년 | 4월 7일  | 도호 상업(아이치)              | 2x-1 | 나니와 상업(오사카)             | |  | |
| 12                                                | 1935년 | 4월 7일  | 기후 상업(기후)                | 5-4  | 고료 중(히로시마)               | 우승 투수는 마쓰이 에이조 |  | |
| 13                                                | 1936년 | 4월 6일  | 아이치 상업(아이치)            | 2x-1 | 기류 중(군마)                   | 준우승 투수는 아오키 쇼이치 |  | |
| 14                                                | 1937년 | 4월 5일  | 나니와 상업(오사카)            | 2-0  | 주쿄 상업(아이치)               | |  | |
| 15                                                | 1938년 | 4월 4일  | 주쿄 상업(아이치)              | 1-0  | 도호 상업(아이치)               | 여름·봄 연패. 첫 같은 현 출신의 결승전 우승 투수는 노구치 지로 |  | |
| 16                                                | 1939년 | 4월 3일  | 도호 상업(아이치)              | 7-2  | 기후 상업(기후)                 | 실황 중계가 해설에 등장 |  | |
| 17                                                | 1940년 | 4월 2일  | 기후 상업                      | 2-0  | 교토 상업(교토)                 | |  | |
| 18                                                | 1941년 | 3월 28일 | 도호 상업(아이치)              | 5-2  | 이치노미야 중(아이치)           | 3월에 결승전 개최. 같은 현 출신의 결승전 |  | |
| 제2차 세계 대전으로 인한 대회 중지( ~ 1946년까지) |        |          |                                |      |                                 | |  | |
| 19                                                | 1947년 | 4월 7일  | 도쿠시마 상업(도쿠시마)        | 3-1  | 오구라 중(히로시마)             | |  | |
| 학제 개혁으로 인해 선발 고등학교 야구 대회로 개칭 |        |          |                                |      |                                 | |  | |
| 20                                                | 1948년 | 4월 6일  | 교토 1상업(교토)               | 1x-0 | 교토 2상업(교토)                | 연장 11회. 같은 현 출신의 결승전 |  | |
| 21                                                | 1949년 | 4월 6일  | 기타노(오사카)                 | 6-4  | 아시야(효고)                    | |  | |
| 22                                                | 1950년 | 4월 8일  | 나리야마(시즈오카)             | 4-1  | 고치 상업(고치)                 | |  | |
| 23                                                | 1951년 | 4월 9일  | 나루토(도쿠시마)               | 3x-2 | 나루오(효고)                    | |  | |
| 24                                                | 1952년 | 4월 6일  | 시즈오카 상업(시즈오카)        | 2-0  | 나루토(도쿠시마)                | |  | |
| 25                                                | 1953년 | 4월 6일  | 스모토(효고)                   | 4-0  | 나니와 상업(오사카)             | |  | |
| 26                                                | 1954년 | 4월 7일  | 이이다 오사히(나가노)          | 1-0  | 오구라(후쿠오카)                | NHK의 TV 중계 개시. 우승 투수는 미쓰자와 다케시 |  | |
| 27                                                | 1955년 | 4월 8일  | 나니와 상업(오사카)            | 4x-3 | 기류(군마)                      | 연장 11회 |  | |
| 28                                                | 1956년 | 4월 9일  | 주쿄 상업(아이치)              | 4-0  | 기후 상업(기후)                 | |  | |
| 29                                                | 1957년 | 4월 7일  | 와세다 실업(도쿄)              | 5-3  | 고치 상업(고치)                 | 우승 투수는 오 사다하루 |  | |
| 30                                                | 1958년 | 4월 10일 | 세이세이(구마모토)             | 7-1  | 주쿄 상업(아이치)               | |  | |
| 31                                                | 1959년 | 4월 10일 | 주쿄 상업(아이치)              | 3-2  | 기후 상업(기후)                 | 왕세자의 결혼 퍼레이드로 결승전 TV 중계 중단 |  | |
| 32                                                | 1960년 | 4월 8일  | 다카마쓰 상업(가가와)          | 2x-1 | 요나고 히가시(돗토리)           | 야마구치 후지오에 의하면 끝내기 홈런 준우승 투수는 미야모토 요지로 |  | |
| 33                                                | 1961년 | 4월 5일  | 호세이 2(가나가와)             | 4-0  | 다카마쓰 상업(가가와)           | 여름·봄 연패. 우승 투수는 시바타 이사오 |  | |
| 34                                                | 1962년 | 4월 7일  | 사쿠신가쿠인(도치기)           | 1-0  | 니혼대학 3(도쿄)                | 우승 투수는 야기사와 소로쿠 |  | |
| 35                                                | 1963년 | 4월 5일  | 시모노세키 상업(야마구치)      | 10-0 | 홋카이(홋카이도)                | 우승 투수는 이케나가 마사아키 |  | |
| 36                                                | 1964년 | 4월 5일  | 도쿠시마 가이난(도쿠시마)      | 3-2  | 오노미치 상업(히로시마)         | 우승 투수는 오자키 마사시 준우승 투수는 오가와 구니카즈 |  | |
| 37                                                | 1965년 | 4월 4일  | 오카야마 히가시 상업(오카야마) | 2x-1 | 시립 와카야마 상업(와카야마)    | 연장 10회. 우승 투수는 히라마쓰 마사지 |  | |
| 38                                                | 1966년 | 4월 3일  | 주쿄 상업(아이치)              | 1-0  | 도사(고치)                      | |  | |
| 39                                                | 1967년 | 4월 7일  | 쓰쿠미(오이타)                 | 2-1  | 고치(고치)                      | 우승 투수는 기라 슈이치 |  | |
| 40                                                | 1968년 | 4월 6일  | 오미야 공업(사이타마)          | 3-2  | 오노미치 상업(히로시마)         | |  | |
| 41                                                | 1969년 | 4월 6일  | 미에(미에)                     | 12-0 | 호리코시(도쿄)                  | |  | |
| 42                                                | 1970년 | 4월 5일  | 쓰미노시마(와카야마)           | 5x-4 | 호쿠요(오사카)                  | 우승 투수는 시마모토 고헤이 |  | |
| 43                                                | 1971년 | 4월 6일  | 니혼대학 3(도쿄)               | 2-0  | 한난(오사카)                    | 사상 첫 도쿄 - 오사카 결전 |  | |
| 44                                                | 1972년 | 4월 7일  | 니혼대학 사쿠라가오카(도쿄)    | 5-0  | 니혼대학 3(도쿄)                | 같은 도 출신의 결승전 우승 투수는 나카네 마사히로 |  | |
| 45                                                | 1973년 | 4월 6일  | 요코하마(가나가와)             | 3-1  | 히로시마 상업(히로시마)         | 연장 11회 |  | |
| 46                                                | 1974년 | 4월 6일  | 호토쿠가쿠인(효고)             | 3-1  | 이케다(도쿠시마)                | 이케다 고등학교 팀 총원 11명으로 준우승 |  | |
| 47                                                | 1975년 | 4월 6일  | 고치(고치)                     | 10-5 | 도카이대 사가미(가나가와)       | 연장 10회. 금속 배트 사용 시작 |  | |
| 48                                                | 1976년 | 4월 6일  | 소토쿠(히로시마)               | 5-0  | 오야마(도치기)                  | 우승 투수는 구로다 신지 |  | |
| 49                                                | 1977년 | 4월 6일  | 쓰미노시마(와카야마)           | 3-0  | 나카무라(고치)                  | 준우승 투수는 야마오키 유키히로. 나카무라 고등학교 팀 총원 12명으로 준우승 |  | |
| 50                                                | 1978년 | 4월 5일  | 하마마쓰 상업(시즈오카)        | 2-0  | 후쿠이 상업(후쿠이)             | 마에바시의 마쓰모토 미노루가 사상 첫 퍼펙트 게임 달성 |  | |
| 51                                                | 1979년 | 4월 7일  | 쓰미노시마(와카야마)           | 8-7  | 나미쇼 상업(오사카)             | 우승 투수는 이시이 다케시 준우승 투수는 우시지마 가즈히코 |  | |
| 52                                                | 1980년 | 4월 6일  | 고치 상업(고치)                | 1x-0 | 데이쿄(도쿄)                    | 연장 10회. 우승 투수는 나카니시 기요오키 준우승 투수는 이토 아키미쓰 |  | |
| 53                                                | 1981년 | 4월 8일  | PL가쿠엔(오사카)               | 2x-1 | 인바 메이세이(지바)             | 우승 투수는 니시카와 요시아키 |  | |
| 54                                                | 1982년 | 4월 5일  | PL가쿠엔(오사카)               | 15-2 | 니쇼가쿠샤 부속(도쿄)           | 봄 2연패 |  | |
| 55                                                | 1983년 | 4월 5일  | 이케다(도쿠시마)               | 3-0  | 요코하마 상업(가나가와)         | 출전권이 32개교로 증가. 여름·봄 연패 우승 투수는 미즈노 가쓰히토 |  | |
| 56                                                | 1984년 | 4월 4일  | 이와쿠라(도쿄)                 | 1-0  | PL가쿠엔(오사카)                | 우승 투수는 야마구치 유키 준우승 투수는 구와타 마스미 |  | |
| 57                                                | 1985년 | 4월 7일  | 이노 상업(고치)                | 4-0  | 데이쿄(도쿄)                    | 우승 투수는 와타나베 도미오 |  | |
| 58                                                | 1986년 | 4월 5일  | 이케다(도쿠시마)               | 7-1  | 우쓰노미야 미나미(도치기)       | 준우승 투수는 다카무라 히로시 |  | |
| 59                                                | 1987년 | 4월 4일  | PL가쿠엔(오사카)               | 7-1  | 간토 제1(도쿄)                  | 우승 투수는 노무라 히로키, 하시모토 기요시 |  | |
| 60                                                | 1988년 | 4월 5일  | 우와지마 히가시(에히메)        | 6-0  | 도호(아이치)                    | 구제 도호 상업은 도호로 교명 변경 준우승 투수는 야마다 기쿠오 |  | |
| 61                                                | 1989년 | 4월 5일  | 도호(아이치)                   | 3x-2 | 우에노미야(오사카)              | 우승 투수는 야마다 기쿠오 |  | |
| 62                                                | 1990년 | 4월 4일  | 긴키 대학 부속(오사카)         | 5-2  | 닛타(에히메)                    | |  | |
| 63                                                | 1991년 | 4월 5일  | 고료(히로시마)                 | 6x-5 | 마쓰쇼가쿠엔(나가노)            | 65년 만의 결승전 재대결 구제 마쓰모토 상업은 마쓰쇼 가쿠엔으로 교명 변경 준우승 투수는 우에다 요시노리                                                                                      |  | |
| 64                                                | 1992년 | 4월 6일  | 데이쿄(도쿄)                   | 3-2  | 도카이대 사가미(가나가와)       | 럭키존 철거 우승 투수는 미사와 고이치 |  | |
| 65                                                | 1993년 | 4월 5일  | 우에노미야(오사카)             | 3-0  | 오미야 히가시(사이타마)         | |  | |
| 66                                                | 1994년 | 4월 4일  | 지벤가쿠인 와카야마(와카야마)  | 7-5  | 조소가쿠인(이바라키)            | 가나자와·나카노 마사히로가 사상 2번째 퍼펙트 게임 달성 |  | |
| 67                                                | 1995년 | 4월 5일  | 간온지 주오(가가와)            | 4-0  | 조시 상업(지바)                 | 한신 아와지 대지진 외야 펜스는 특별 버전 |  | |
| 68                                                | 1996년 | 4월 5일  | 가고시마 실업(가고시마)        | 6-3  | 지벤가쿠인 와카야마(와카야마)   | 우승 투수는 시모쿠보 요스케 준우승 투수는 다카쓰카 노부유키 |  | |
| 69                                                | 1997년 | 4월 9일  | 덴리(나라)                     | 4-1  | 주쿄대 주쿄(아이치)             | 우승 투수는 나가사키 신이치 |  | |
| 70                                                | 1998년 | 4월 8일  | 요코하마(가나가와)             | 3-0  | 간사이대 1(오사카)              | 우승 투수는 마쓰자카 다이스케 준우승 투수는 구보 야스토모 |  | |
| 71                                                | 1999년 | 4월 5일  | 오키나와 쇼가쿠(오키나와)      | 7-2  | 미토 상업(이바라키)             | 오키나와 현 대표로 첫 우승 |  | |
| 72                                                | 2000년 | 4월 4일  | 도카이대 사가미(가나가와)      | 4-2  | 지벤가쿠인 와카야마(와카야마)   | 우승 투수는 지쿠가와 리키야 |  | |
| 73                                                | 2001년 | 4월 4일  | 조소가쿠인(이바라키)           | 7-6  | 센다이 이쿠에이(미야기)         | 21세기 전형 도입 |  | |
| 74                                                | 2002년 | 4월 5일  | 호토쿠가쿠인(효고)             | 8-2  | 나루토 공업(도쿠시마)           | 우승 투수는 오타니 도모히사 |  | |
| 75                                                | 2003년 | 4월 3일  | 고료(히로시마)                 | 15-3 | 요코하마(가나가와)              | 메이지 진구 대회 전형 & 희망 전형 도입 우승 투수는 니시무라 겐타로 준우승 투수는 나루세 요시히사·와쿠이 히데아키                                                                            |  | |
| 76                                                | 2004년 | 4월 4일  | 세이세이(에히메)               | 6-5  | 아이치 공대 메이텐(아이치)      | 결승 사상 최초의 야간 경기 우승 투수는 후쿠이 유야 준우승 투수는 마루야마 다카시 |  | |
| 77                                                | 2005년 | 4월 4일  | 아이치 공대 메이텐(아이치)     | 9-2  | 가미무라가쿠인(가고시마)        | 준우승 투수는 노가미 료마 |  | |
| 78                                                | 2006년 | 4월 4일  | 요코하마(요코하마)             | 21-0 | 세이호(나가사키)                | 결승전에서 최다 득점 기록 |  | |
| 79                                                | 2007년 | 4월 3일  | 도코하 기쿠카와(시즈오카)      | 6-5  | 오가키 니혼대학(기후·희망 전형) | 우승 투수는 다나카 겐지로, 도가리 도시키 |  | |
| 80                                                | 2008년 | 4월 4일  | 오키나와 쇼가쿠(오키나와)      | 9-0  | 세이보가쿠인(사이타마)          | 오키나와 쇼가쿠의 히코우야 감독은 제71회 대회의 우승 투수(결승전 등판 없음) 우승 투수는 히가시하마 나오                                                                                     |  | |
| 81                                                | 2009년 | 4월 2일  | 세이호(나가사키)               | 1-0  | 하나마키히가시(이와테)          | 희망 전형 폐지. 21세기 전형이 3개교로. 나가사키 대표의 첫 대회 우승. 공립학교가 14년 만에 우승 우승 투수는 이마무라 다케루 준우승 투수는 기쿠치 유세이                                      |  | |
| 82                                                | 2010년 | 4월 3일  | 고난(오키나와)                 | 10-5 | 니혼대학 3(도쿄)                | 연장 12회 |  | |
| 83                                                | 2011년 | 4월 3일  | 도카이대 사가미(가나가와)      | 6-1  | 규슈 국제대학 부속(후쿠오카)    | 동일본 대지진의 여파로 각각 자숙 26년 만에 연장전 경기 없음 준우승 투수는 미요시 다쿠미 |  | |
| 84                                                | 2012년 | 4월 4일  | 오사카 도인(오사카)            | 7-3  | 고세이가쿠인(아오모리)          | 26년 만에 결승전 순연 우승 투수는 후지나미 신타로 |  | |
| 85                                                | 2013년 | 4월 3일  | 우라와가쿠인(사이타마)         | 17-1 | 세이세이(에히메)                | 21세기 전형이 4개교로 증가. 도호쿠 인연 전형 신설 |  | |
| 86                                                | 2014년 | 4월 2일  | 류코쿠대 헤이안(교토)          | 6-2  | 리세이샤(오사카)                | 류코쿠대 헤이안 38번째 출전 만에 첫 우승 35년 만의 긴키 지역 대결 및 첫 게이한 대결 |  | |
| 87                                                | 2015년 | 4월 1일  | 쓰루가케히(후쿠이)             | 3-1  | 도카이 4(홋카이도)              | 호쿠리쿠 지구 첫 우승 우천으로 인하여 결승전 1시간 순연 |  | |
| 88                                                | 2016년 | 3월 31일 | 치벤가쿠엔(나라)               | 2x-1 | 다카마쓰상업(카가와)            | 3월 결승 연장11회 25년만의 끝내기 승리 |  | |
| 89                                                | 2017년 | 4월 1일  | 오사카토인(오사카)             | 8-3  | 리세이샤(오사카)                | 결승 사상 최초 오사카 대표들의 경기 오사카토인 5년만에 2번째 우승 우승 투수는 토쿠야마 소마                                                                                                 |  | |
| 90                                                | 2018년 | 4월 4일  | 오사카토인(오사카)             | 5-2  | 지벤가쿠인 와카야마(와카야마)   | 우승 투수는 삼도류로 유명한 네오 아키라 2년 연속 선발고교야구대회 우승은 역대 세번째 |  | |
| 91                                                | 2019년 | 4월 3일  | 도호(아이치)                   | 6-0  | 나라시노(지바)                  | 도호 고교 헤이세이 처음과 마지막 우승 달성 선발고교야구대회 5번째 우승은 역대 최다 우승 기록 헤이세이 마지막 우승 투수는 이시카와 타카야로 결승전 완봉승 타자로써는 4타수 3안타 4타점 2홈런 |  | 92 2020년 3월 19일부터 11일 (휴식일 제외)에 걸쳐 한신 고시엔 구장에서 열릴 예정이었던 일본의 선발 고등학교 야구 대회이다. 코로나19 범유행으로 취소되었다. |